# Colonie (Nowy Jork)
Colonie – miasto w Stanach Zjednoczonych, w stanie Nowy Jork, w hrabstwie Albany.